# アルメン・ムクルチアン
アルメン・ムクルチアン（Armen Mkertchian 1973年10月6日- ）はアルメニアのレスリング選手。アララト地方ヴェディ出身。1996年のアトランタオリンピックレスリングフリースタイル48kg級で銀メダルを獲得した。

## 主な成績
- 1992年 ヨーロッパユース優勝
- 1993年 世界ユース優勝
- 1994年 ヨーロッパ選手権優勝
- 1995年 世界選手権3位
- 1996年 アトランタオリンピック銀メダル、ヨーロッパ選手権2位